# Klaus-Christian Kraemer
Klaus-Christian Kraemer (* 1946) ist ein deutscher Diplomat. Er war von 2005 bis Ende 2008 Botschafter der Bundesrepublik Deutschland in Mosambik. 
Nach dem Studium der Rechtswissenschaften an den Universitäten von Kiel und Bonn war er von 1974 bis 1979 Mitarbeiter der Landesverwaltung von Rheinland-Pfalz.
Nach dem Eintritt in den Auswärtigen Dienst 1979 folgten Verwendungen im Auswärtigen Amt (Rechtsabteilung, Personalabteilung) sowie an der Botschaft in Simbabwe (Wirtschaftsreferent). Von 1989 bis 1990 war er an der Harvard University, Boston. Anschließend war er von 1990 bis 1993 Persönlicher Referent eines Staatssekretärs im Auswärtigen Amt.
Von 1993 bis 1997 war Kraemer Botschafter der Bundesrepublik Deutschland in Vietnam. Anschließend war er Mitarbeiter in der Abteilung für Außen- und Sicherheitspolitik im Bundeskanzleramt.
Kraemer war als Vorgänger von Ingo Winkelmann von 2001 bis September 2005 Botschafter der Bundesrepublik Deutschland in Angola. Seit 2009 ist er im Ruhestand.